# Iliamna River
Der Iliamna River ist ein 54 km langer Zufluss des Iliamna Lake im Südwesten des US-Bundesstaats Alaska.

## Flusslauf
Der Flusslauf des Iliamna River liegt im Bereich des Ansatzes der Alaska-Halbinsel. Der Iliamna River entspringt in den Chigmit Mountains auf einer Höhe von etwa 670 m. Das Quellgebiet befindet sich 22 km südwestlich vom Vulkan Mount Iliamna. Der Iliamna River fließt in überwiegend westsüdwestlicher Richtung durch das Bergland und mündet in die Pile Bay, eine Bucht im Nordosten des Iliamna Lake. Etwa 10 km oberhalb der Mündung überquert die Williamsport–Pile Bay Road, eine Straßenverbindung, die von der Meeresküste zum Iliamna Lake führt, den Fluss. 2019 wurde eine neue Straßenbrücke (⊙) über den Iliamna River fertiggestellt. Knapp 3 km unterhalb der Brücke trifft der Chinkelyes Creek von links auf den Iliamna River.

## Namensgebung
Der Flussname wurde 1902 von Wilfred H. Osgood vom U.S. Geological Survey (USGS) festgehalten. Der Name leitet sich vom Namen des Sees ab, in den der Fluss mündet.

## Geschichte
Ein Foto aus dem Jahr 1898 zeigt das "Iliamna Fish Village" am Iliamna River. Dort hatten damals Dena'ina, eine Volksgruppe der Athabasken, Sommerhäuser errichtet, vor denen sie auf Gestellen Fische trockneten. Von dem Dorf ist nur noch ein Friedhof erhalten.

## Hydrologie
Der Iliamna River entwässert ein Areal von etwa 492 km². An der Straßenbrücke 10 km oberhalb der Mündung befindet sich ein Abflusspegel. Der gemessene mittlere Abfluss beträgt 25,7 m³/s. Im Juni führt der Iliamna River gewöhnlich die größten Wassermengen.

## Tourismus
Der Flusslauf sowie der Iliamna Lake liegen südlich des Lake-Clark-Nationalparks. In Mündungsnähe des Flusses befinden sich die "Iliamna River Lodge" und "Guth’s Lodge". Diese bieten Unterkünfte sowie Angelausflüge in den umliegenden Gewässern an. Zu den Angelfischen gehören die Regenbogenforelle, Saiblinge, Lachse und Schollen.